# Đảo núi lửa

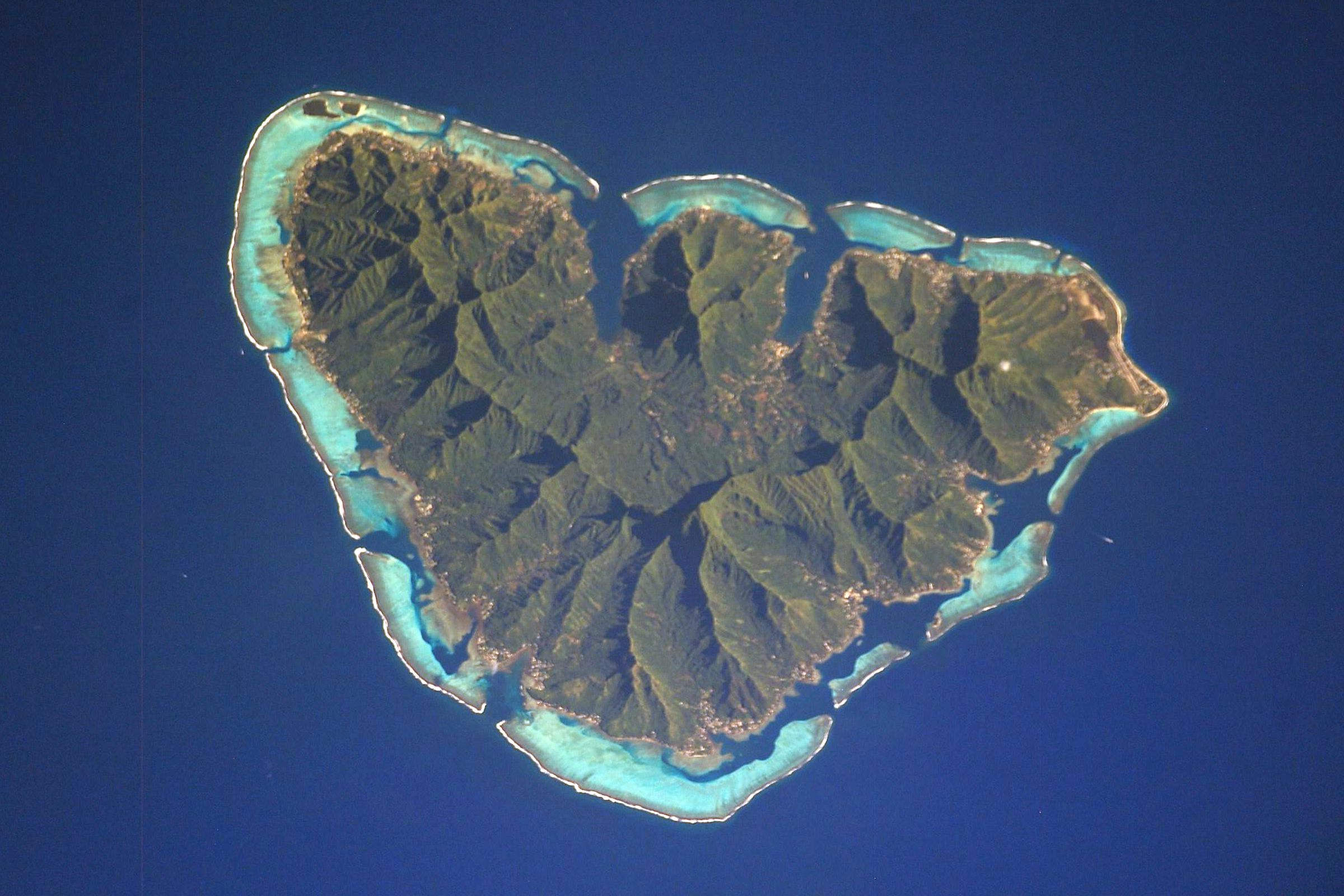
Đảo núi lửa Moorea

Đảo núi lửa (tiếng Anh: high island - tức "đảo cao" - hoặc volcanic island) là một đảo có nguồn gốc núi lửa. Mặt nghĩa "đảo cao" được dùng khi muốn phân biệt với "đảo thấp" - tức loại đảo có nguồn gốc từ trầm tích lắng đọng hay kiến tạo nâng các rạn san hô. Có nhiều "đảo cao" cao không quá vài foot so với mực nước biển, và chúng thường được phân loại là "đảo nhỏ hay hòn đá nổi". Ngược lại, có những "đảo thấp" nhưng lại cao hàng trăm foot so với mực nước biển, ví dụ Makatea, Nauru, Niue, Henderson và Banaba.

## Giai đoạn phát triển
Mácma bên dưới đáy đại dương phun trào tạo thành đảo nổi khỏi mặt biển. Sau khi phun trào chấm dứt, đảo núi lửa ngừng phát triển thêm và dần định hình dưới sự tác động của các ngoại tác như mưa, gió và sóng. Ở giai đoạn kế tiếp, san hô bắt đầu phát triển ven bờ đảo trong trường hợp đảo nằm ở các vùng nước nhiệt đới.
Các đảo núi lửa hình thành trên các điểm nóng thường trải qua các giai đoạn tương tự, bắt đầu từ khi núi lửa phun trào tạo thành đảo núi lửa, sau đó đảo núi lửa hạ lún dần theo thời gian để rồi cuối cùng chìm xuống trở thành núi ngầm chỏm phẳng.